# Nationalbibliothek der Republik Sacha (Jakutien)

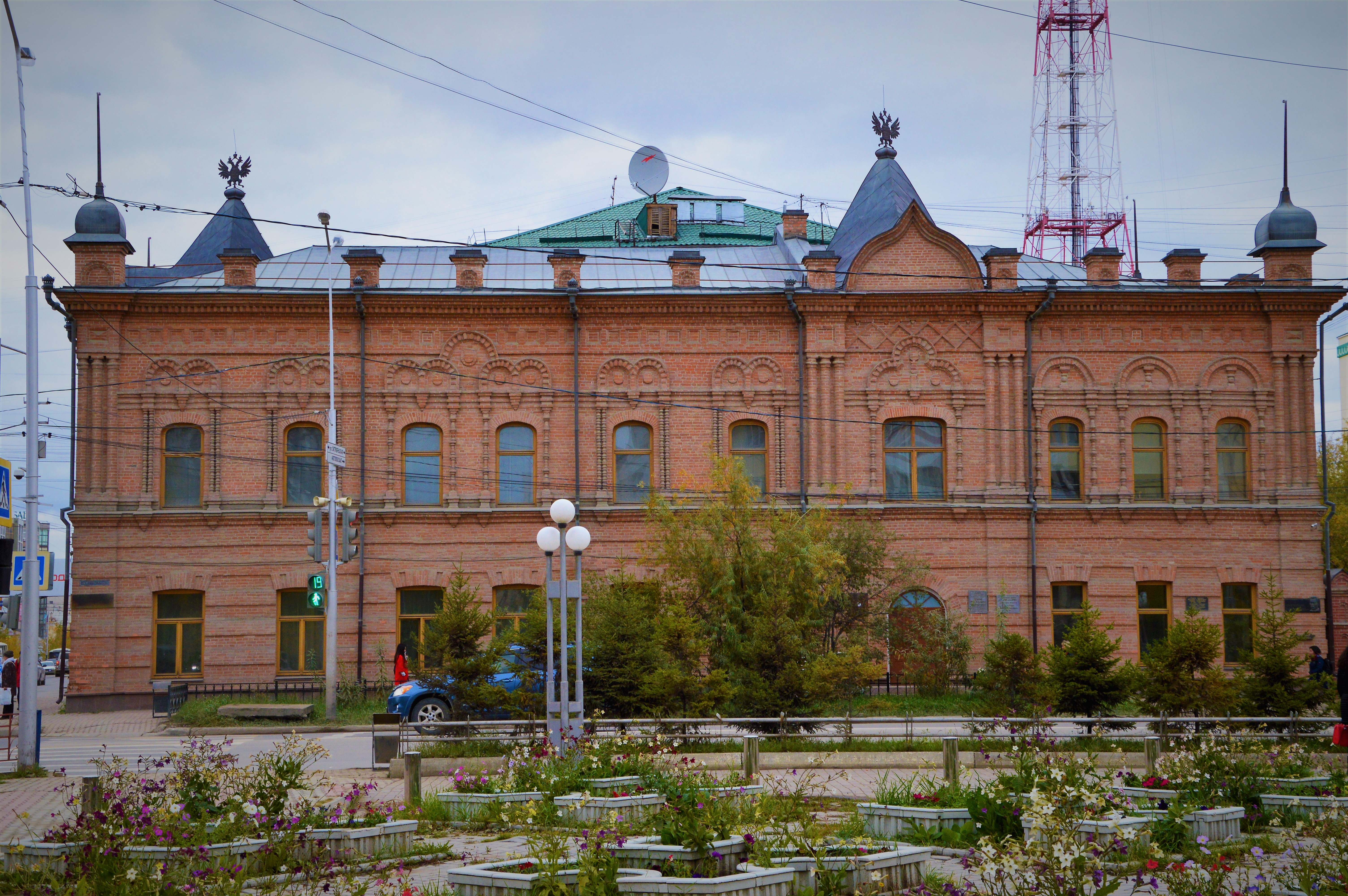
Nationalbibliothek der Republik Sacha (Jakutien), aufgenommen 2017

Die Nationalbibliothek der Republik Sacha (Jakutien) (russisch Национальная библиотека Республики Саха (Якутия) / Nazionalnaja biblioteka Respubliki Sacha (Jakutija), wiss. Transliteration Nacional'naja biblioteka Respubliki Sacha (Jakutija); jakutisch Саха Өрөспүүбүлүкэтин Национальнай библиотеката; englisch National Library of the Republic of Sakha (Yakutia), Abk. NLRS) ist die größte Bibliothek in der Republik Sacha (Jakutien) und im Nordosten Russlands. Sie befindet sich in Jakutsk. 
Die Nationalbibliothek von Jakutien wurde am 14. September 1925 gegründet als Nationalbibliothek der Jakutischen ASSR.
Sie enthält 1,8 Millionen Posten, darunter seltene Materialien in der jakutischen Sprache, Materialien in den Minderheitensprachen des Nordens und Literatur über die Jakuten.
Direktorin ist Sargylana Maksimova (Саргылана Максимова, 2020), frühere Direktorin war Valentina Samsonova (Stand: 2008).